# Kuangcheng
Kuangcheng (kinesiska: 匡城, 匡城乡) är en socken i Kina. Den ligger i provinsen Henan, i den centrala delen av landet, omkring 120 kilometer öster om provinshuvudstaden Zhengzhou. Antalet invånare är 44 228. Befolkningen består av 21 996 kvinnor och 22 232 män. Barn under 15 år utgör 24,0 %, vuxna 15-64 år 66 %, och äldre över 65 år 8,0 %.
Genomsnittlig årsnederbörd är 833 millimeter. Den regnigaste månaden är juli, med i genomsnitt 193 mm nederbörd, och den torraste är januari, med 4 mm nederbörd.